# Dumitru Mitu
Dumitru Mitu (Boekarest, 13 februari 1975) is een Roemeens voormalig voetballer.

## Erelijst

### Club
NK Osijek
- Beker van Kroatië: 1998/99

 Dinamo Zagreb
- Prva HNL (2): 2002/03, 2005/06
- Beker van Kroatië: 2003/04
- Supercup van Kroatië: 2002, 2003

 HNK Rijeka
- Beker van Kroatië: 2004/05